# ماسا سایتو
ماسا سایتو (انگلیسی: Masa Saito; ۱ فوریهٔ ۱۹۴۲ – ۱۴ ژوئیهٔ ۲۰۱۸) کشتی‌گیر المپیکی و کشتی‌گیر کشتی حرفه‌ای اهل ژاپن بود.